# آرتور ادوارد آولینگ هالند
آرتور ادوارد آولینگ هالند (انگلیسی: Arthur Holland؛ ۱۳ آوریل ۱۸۶۲ – ۷ دسامبر ۱۹۲۷) فرد نظامی اهل بریتانیا بود. وی همچنین برندهٔ جوایزی همچون نشان حمام و نشان سلطنتی ویکتوریایی شده‌است.